# Phalguna

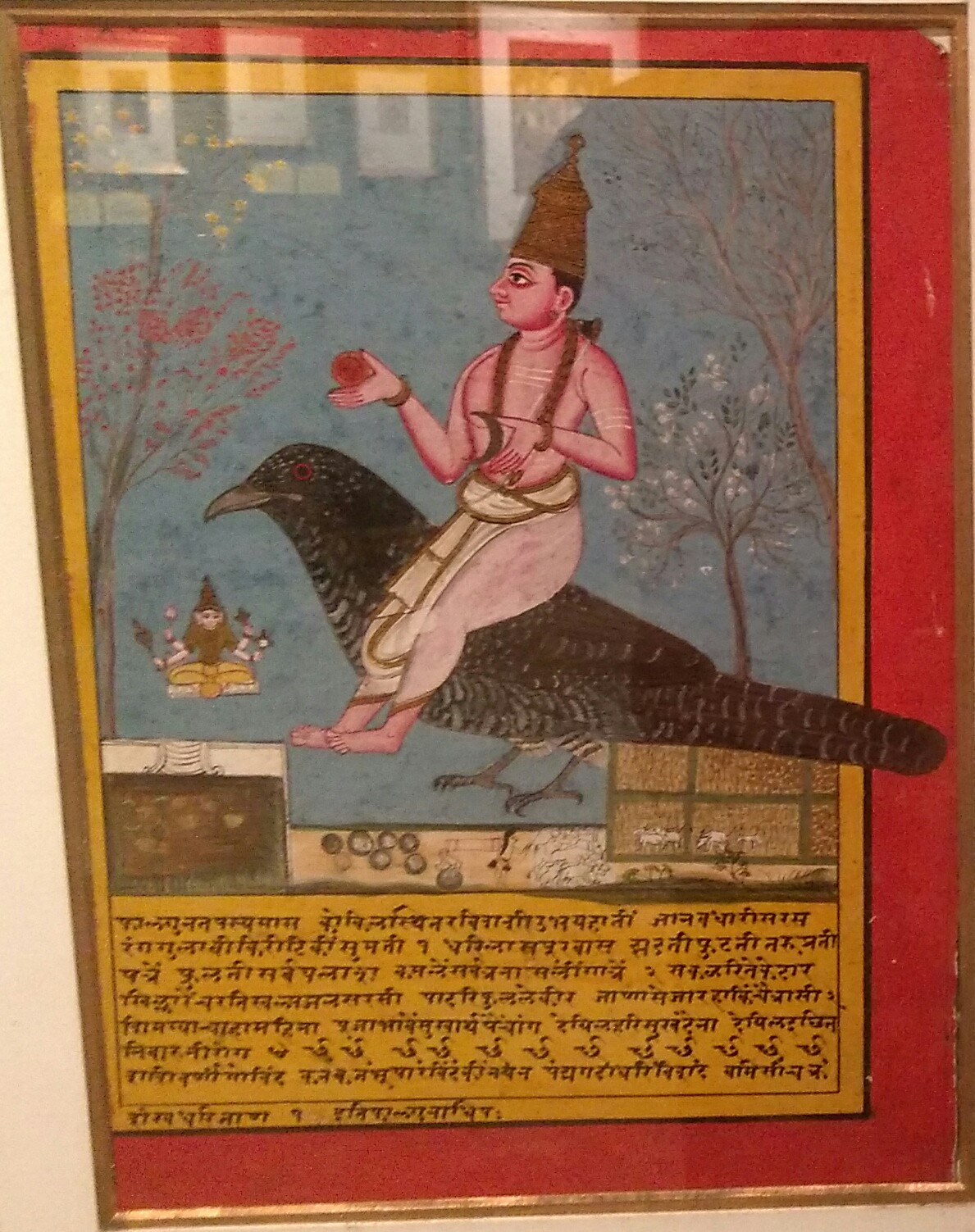
Phalguna personnifié comme un dieu. Miniature de facture sud-indienne (influences marathe et Andhra), datée du XIXe siècle. Issue d'un album Baramasa en langue marathe. Musée National, New Delhi.

Phalguna ( sanskrit : फाल्गुन, romanisé :Phālguna) est un mois du calendrier hindou. Dans le calendrier civil national de l'Inde, Phalguna est le douzième mois de l'année ; Phlaguna correspond à février/mars dans le calendrier grégorien.
Dans les calendriers luni-solaires, Phalguna peut commencer soit à la nouvelle lune, soit à la pleine lune, à peu près à la même période de l'année, et constitue le douzième mois de l'année. 
Cependant, au Gujarat, Kartika est le premier mois de l'année, et Phalguna suit donc comme le cinquième mois pour les  Gujaratis.
Les vacances de Holi (15 Phalguna dans le système Amanta/30 Phalguna dans le système Purnimanta) et Maha Shivaratri (14e Phalguna dans le système Purnimanta) sont observées ce mois-ci.
Dans le calendrier Vikram Sambat, Phalguna est le onzième mois de l'année.
Dans les calendriers religieux solaires, Phalguna commence avec l'entrée du Soleil en Poissons et correspond au douzième mois de l'année solaire.
Dans le calendrier Vaishnava, Govinda gouverne ce mois. Gaura-purnima célébrant la naissance de saint Chaitanya Mahaprabhu (1486-1534) tombe également ce mois-ci.

## Festivals

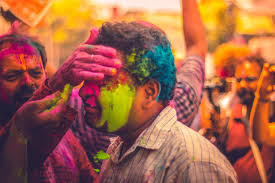
Fêtes de Holi, en Inde

La plupart des régions du nord de l'Inde voient ce mois-ci la célébration précoce de la célèbre fête hindoue Holi.
Holi est célébrée à la fin de la saison hivernale, le dernier jour de pleine lune du mois lunaire Phalguna ( Phalguna Purnima ), qui tombe généralement à la fin de février ou mars.
La fête hindoue de Shigmo est également célébrée à Goa et Konkan au mois de Phalguna. Les célébrations peuvent s’étendre sur un mois et durer même après le début du Nouvel An hindou luni-solaire. Une autre fête populaire est Phalguna Mela à Khatushyamji au Rajasthan.

## Voir également
- Astronomie hindoue
- Jyotish
- Calendrier hindou
- Ère Saka